# Kupfermeisterfriedhof

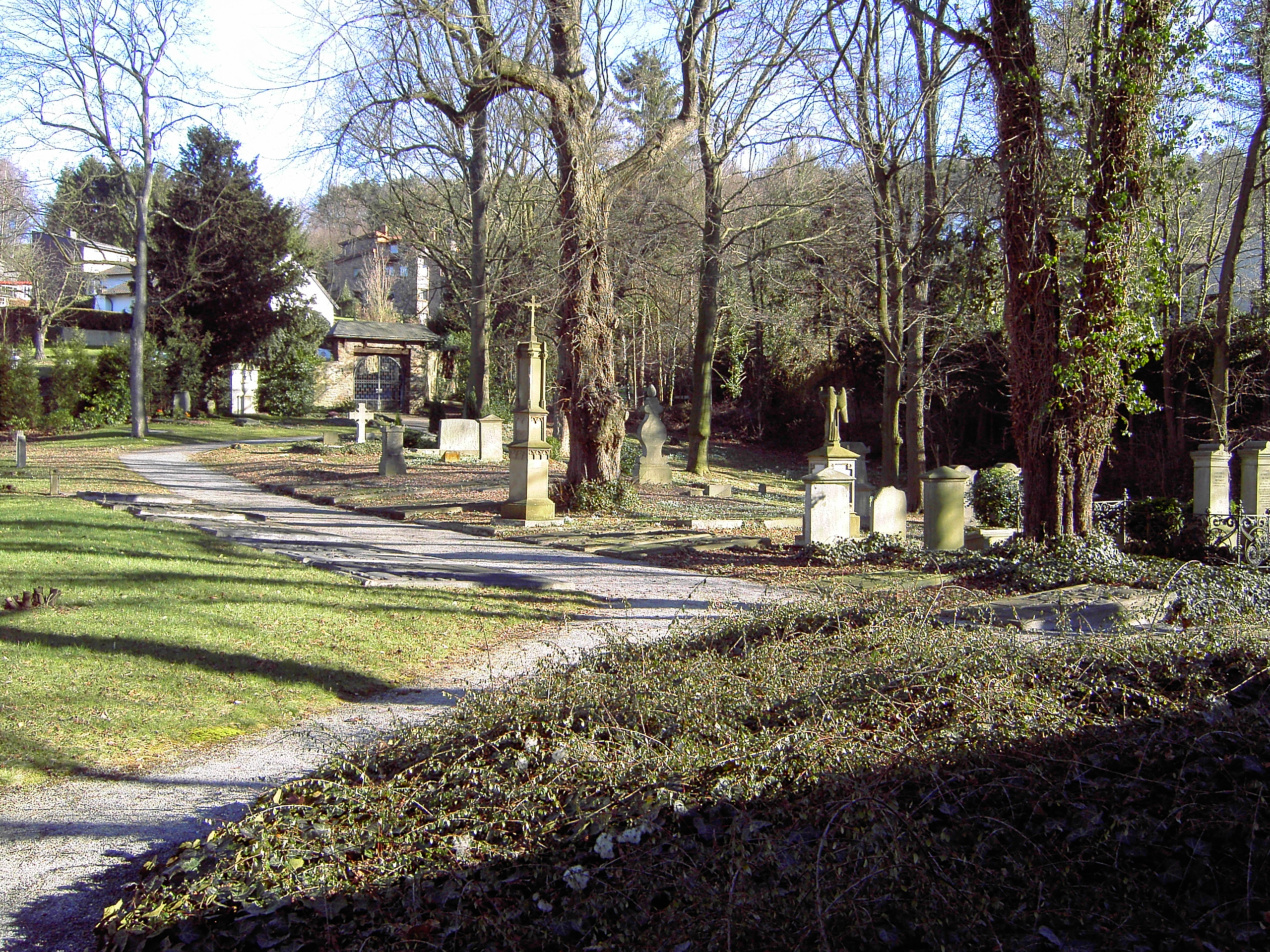
Kupfermeisterfriedhof

Der Kupfermeisterfriedhof oder auch Finkenbergfriedhof befindet sich in Stolberg (Rhld.) in der Städteregion Aachen und stammt aus dem Jahre 1688. Er gehört zu den Zeitdokumenten der Industrialisierung Stolbergs.

## Vorgeschichte

### Religiöse Situation in Aachen
Die späteren Stolberger Kupfermeister besaßen zu Beginn des 16. Jahrhunderts ihre Wohnsitze in der Stadt Aachen. Sie nutzten die Vorteile der Stadt und mieden den unwirtlichen Flecken Stolberg, der, Urkunden entsprechend, zu dieser Zeit lediglich aus 16 Fachwerkhäusern bestand. Die Burg war das einzige aus Stein errichtete Gebäude Stolbergs.
Als erste Kupfermeisterfamilie errichtete die Aachener Familie Schleicher in Stolberg einen Kupferhof, nachdem sie zuvor bereits in diesem Ort Anteile an Hammerwerken erworben hatte. Sie gehörte dem lutherischen Glauben an, bekannte sich öffentlich dazu und errichtete sogar in Aachen Gebetsräume. 1568 kam Leonhard Schleicher vor ein katholisch-kirchliches Gericht, da er seine Kinder nicht katholisch, sondern im „neuen Glauben“ taufen ließ. Der Rat der Stadt Aachen entschied, dass jeder, der sein Kind nicht innerhalb von 14 Tagen nach der Geburt katholisch taufen ließ, Stadt und Kreis verlassen müsse. Obwohl diese Verordnung nie umgesetzt wurde, entschied sich Leonhard Schleicher 1571, Aachen zu verlassen und nach Stolberg zu ziehen. Er errichtete dort seinen ersten Kupferhof, die heutige Adler-Apotheke. Schleicher erkannte rasch die Standortvorteile Stolbergs und baute für seine Kinder weitere Kupferhöfe. Um 1575 folgte mit Mathias Peltzer (1555–1602), Sohn des Aachener Bürgermeisters Matthias Peltzer (1508–1591), ein weiterer Kupfermeister, ebenfalls Protestant, der mit seinem Umzug als Erster seiner Familie aus den Querelen der Aachener Religionsunruhen seine Konsequenzen zog und der Stammvater der erfolgreichen und weitverzweigten Kupfermeister-Familie wurde.
Durch Verhängung der Reichsacht gegen die protestantischen Bewohner Aachens im Jahre 1598 zogen weitere protestantische Kupfermeister nach Stolberg. Diese Maßnahme wurde 1614 durch den spanischen General Spinola umgesetzt. Da die Reichsacht deutliche Einschränkungen für das Leben der Kupfermeister bedeutete, erleichterte es den Entschluss vieler Werkbesitzer, ins benachbarte Stolberg zu siedeln. Der Stadtbrand von Aachen im Jahre 1656 erleichterte vielen aufgrund der schweren Zerstörungen die Entscheidung. Die Zahl der zuwandernden Kupfermeister stieg rasch an und erreichte Ende des 17. Jahrhunderts vierzig Familien. Hierzu gehörten die Familien Lynen (1621 und 1652), von Asten (1638), Hoesch (zwischen 1607 und 1611), Prym (1652), Schauff (1652), Schardinell, Mewis, de Buirette, Beck (1668) und Momma, sowie die aus Frankreich stammende Familie de Blanche.

### Religiöse Situation in Stolberg

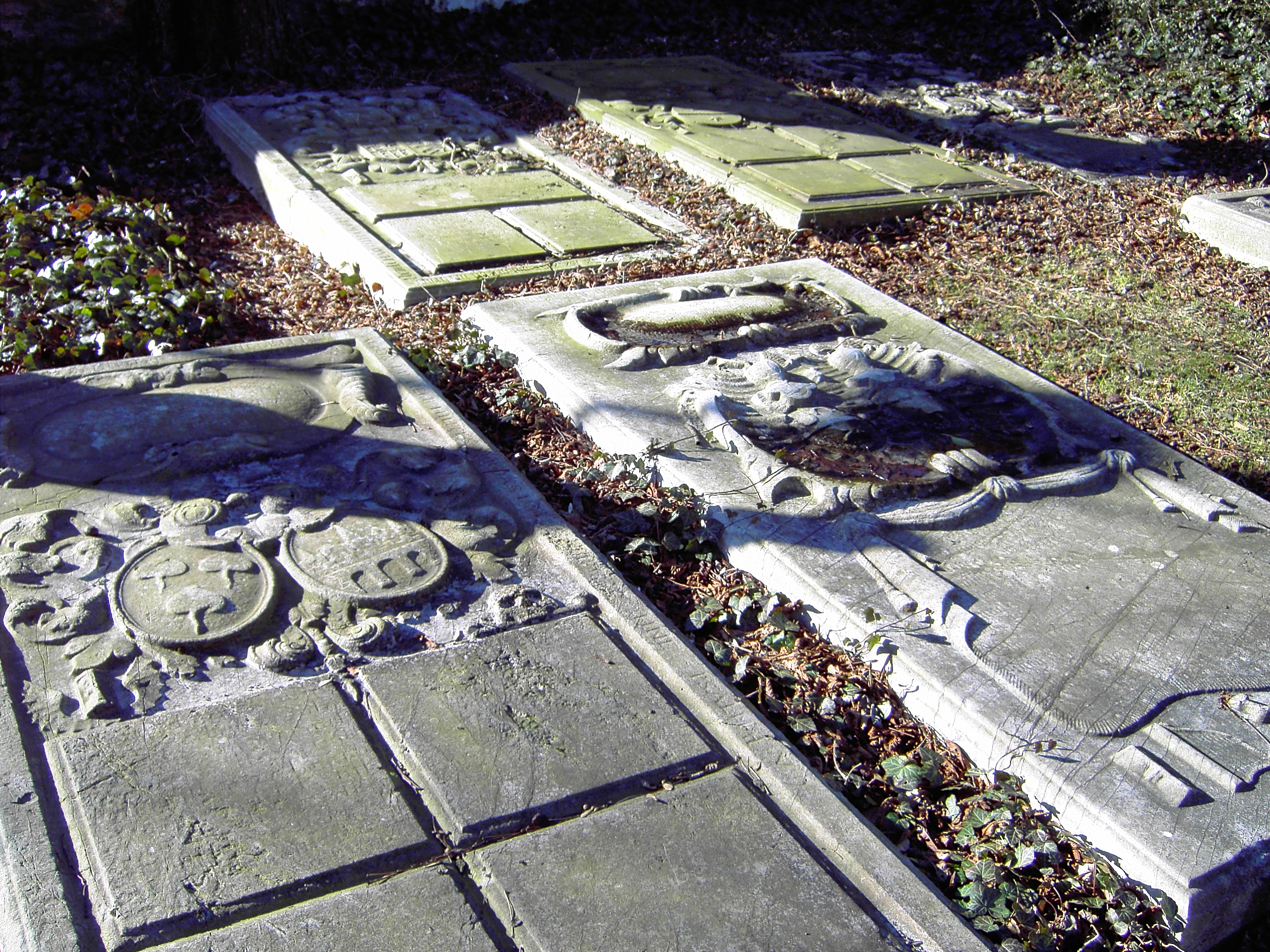
Grabplatten mit Familienwappen

Ende des 16. Jahrhunderts spitzte sich die Lage in Stolberg durch den fortschreitenden Protestantismus weiter zu. 1572 trennte sich Stolberg von der Mutterkirche in Eschweiler. Johann von Efferen versperrte katholischen Priestern aus Eschweiler die Tore zur Burgkapelle. Außerdem stellte Stolberg die bisher erfolgten Zahlungen an die Mutterkirche ein. Im Jahre 1590 holte Johann von Efferen einen lutherischen Priester nach Stolberg. Zwei Jahre später kam es zu einem Konflikt zwischen Eschweiler und Stolberg. Der katholische Pfarrer Eschweilers Foess plante am zweiten Sonntag nach Ostern, in der Burgkapelle eine Messe abzuhalten. Begleitet von Gerichtsschreibern, Gerichtsboten und einigen Bewaffneten, versuchte er sich Zutritt zur Kapelle zu verschaffen. Diese war jedoch verschlossen, und Johann von Efferen erwartete die Heranrückenden mit einigen Bewaffneten, worauf diese ihre Aktion abbrachen. Ob Johann von Efferen zum lutherischen Glauben konvertierte, ist nicht bekannt. Es kann vermutet werden, dass die Loslösung der Kirche von Eschweiler wirtschaftliche Gründe hatte, da eine lutherische Kirche in Stolberg es erleichterte, zusätzlich zu den bereits Ende des 16. Jahrhunderts existierenden 12 Kupfermeistern weitere zum Zuzug zu bewegen.
Für die Katholiken in Stolberg schien die Situation extrem schwierig zu werden. 1592 wurde eine lutherische Gemeinde in Stolberg gegründet. Diese wurde zwischen 1592 von Pfarrer Johannes Becker geleitet, gefolgt von Pfarrer Arnold Steineweg, der bis 1606 sein Amt verrichtete.
Bis zum Jahr 1607 hatte es mehrere Machtwechsel in Stolberg gegeben und Odilia von Harff wurde Burgherrin der Burg Stolberg. Sie veranlasste eine Rekatholisierung: sie vertrieb die lutherischen Priester aus der Burgkapelle und verpflichtete Aachener Augustiner-Chorherren, in der Kapelle Messen abzuhalten. Die religiöse Situation der Stolberger Kupfermeister hatte sich wesentlich verschlechtert.

### Kirchenbau
Da die Zahl der protestantischen Zuwanderer stieg, stellte sich den Kupfermeistern die Frage nach einer Gebetseinrichtung. Private Gebetsräume waren für die große Zahl an Personen rasch zu klein. So errichteten die reformierten Gemeinden in Stolberg im Jahre 1617 eine eigene kleine Kirche im Vogelsang, deren Errichtung von David Spies von Büllesheim zu Motzenborn, dem Amtmann des Amtes von Wilhelmstein, genehmigt wurde. Der Widerstand der Burgherren zeigte sich darin, dass er im Herbst 1638 eine besondere Abgabe von den Protestanten verlangte. Sie mussten jährlich einen Ochsen abgeben. Als weitere Auflage verbot er den Gemeindegesang und öffentliche Gottesdienste. Die finanzkräftigen Kupfermeister boten schließlich der Burgfrau Wilhelmine Gertrud von Metternich zu Zievel hundert Reichstaler an. Dadurch erkauften sie sich das Recht, Gottesdienste zu feiern. Ab 1645 durften auch wieder Lieder gesungen werden.
Im Jahre 1647 errichtete die lutherische Bevölkerung auf dem Finkenberg eine eigene Kirche. Die Finkenbergkirche war zuerst aus Holz gebaut. Burgherr Johann Dietrich von Efferen stimmte dem Kirchenbau zu. Die Einweihung fand am „(H)eiligen Christage Anno 1650“ statt.
Nach der Errichtung dieser zweiten protestantischen Kirche errichteten die Kupfermeister auf dem benachbarten Gelände 1668 einen eigenen Friedhof. Dieser ist bis heute erhalten und gilt als ein Zeugnis der Zeitgeschichte Stolbergs.

## Friedhof

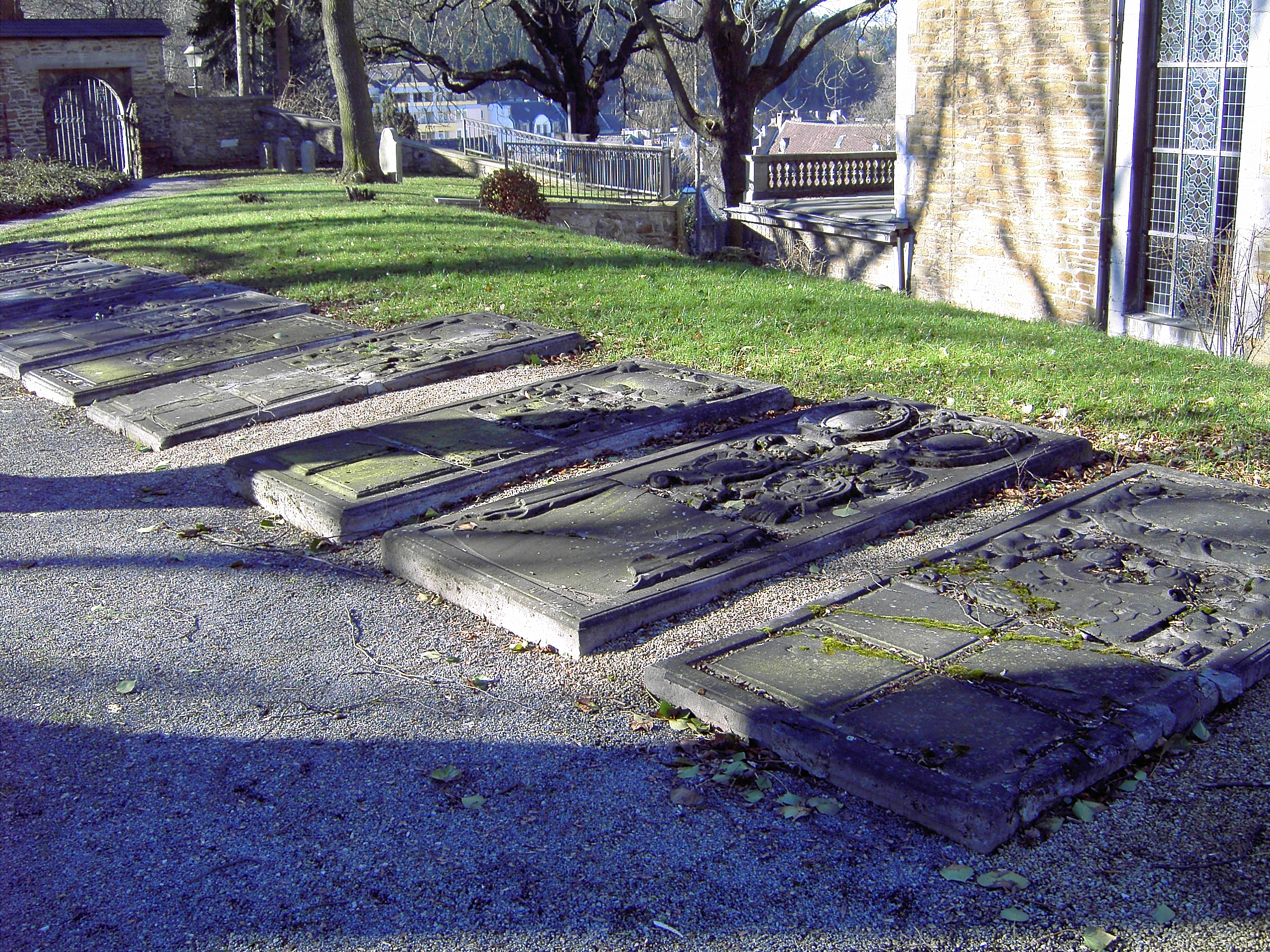
Gräber einer Kupfermeisterfamilie

Seit etwa 1600 beerdigten die Katholiken, Lutheraner und Reformierten Stolbergs ihre Toten auf dem Friedhof an der Burgkapelle, wobei Reformierte und Lutheraner auf einem separaten Teil beerdigt wurden. Während der Herrschaft der Odilie von Harff änderte sich die Situation. Der katholische Pfarrer verlangte für das Begräbnis von Nicht-Katholiken einen halben Reichstaler für sich und einen Gulden für den Kirchendiener. Dies führte 1673 zu einem Streit zwischen dem katholischen Pfarrer Jakob Maubach und den Kindern der mittellosen Lutheraner Jakob und Paulus Gudrath, die diese Gebühr nicht aufbringen konnten. Der Schultheiß Severin Driessen ließ bei der Familie pfänden.
Der lutherische Priester erklärte die Begräbnisgebühr mit Hinweis auf den Religionsvergleich von 1666 und 1672 für ungültig. Dies wurde am 21. März und 5. April 1674 durch den Pfalzgrafen bestätigt. Dieser machte die Pfändungen rückgängig, was aber aufgrund der Selbstständigkeit der Unterherrschaft Stolbergers nie umgesetzt wurde.
Erst am 15. September 1691 entschied Kurfürst Johann Wilhelm, dass für Katholiken, Reformierte und evangelisch Lutherische die gleiche Gebühr berechnet werden sollte. Diese Vorgabe kam aber zu spät, denn bereits 1686 hatten die reformierten und lutherischen Gemeinden einen eigenen Friedhof angelegt. Zahlreiche Leichen wurden umgebettet, einige verblieben aber auf dem alten katholischen Friedhof im für Reformierte reservierten Stück. Dies führte dazu, dass der katholische Friedhofsteil bald zu klein wurde. Als Konsequenz versuchte Schultheiß Jäger 1748 den reformierten Teil für die katholische Gemeinde zu erwerben. Nach der Ablehnung durch die Reformierten folgte ein kostspieliger Rechtsstreit. Der kurfürstliche geheime Rat in Düsseldorf entschied schließlich, dass die Reformierten ihre Gräber nicht auf dem katholischen Friedhof belassen dürften. 1752 erhob der preußische Residente zu Kleve gegen diesen Entscheid Einspruch aber hierdurch änderte er die Situation der Evangelischen nicht mehr.
Die erste Bestattung auf dem Kupfermeisterfriedhof fand 1686 statt, als Kupfermeister Johannes Markant beigesetzt wurde. Interessant ist das erhalten gebliebene Mirck auf dem Grabstein. Dies ist für Kunstgegenstände sehr ungewöhnlich.
Die Grabplatten der Kupfermeistergräber reichen bis ins 17. Jahrhundert zurück und tragen die Namen sämtlicher führender Kupfermeisterfamilien Stolbergs. Auf zahlreichen Köpfen der Grabplatten prangen die Familienwappen der Kupfermeister. Auffallend ist, dass die Grabplatten der einzelnen Familien in Gruppen angeordnet wurden, wodurch der Eindruck einer zusammenhängenden Familiengrabstätte entsteht.
Die Grabplatten sind die ältesten Zeugnisse der Entstehung von Kupfermeisterwappen. Sie tauchen historisch in folgender Reihenfolge auf:
| Jahr           | Name der Kupfermeisterfamilie |
| -------------- | ----------------------------- |
| 1662           | Peltzer und de Blanche        |
| 1678           | Beck                          |
| 1680           | Schleicher                    |
| 1682           | Schardinel                    |
| 1692           | Lach und Petein               |
| 1693           | Lynen                         |
| 1696           | Momma                         |
| Nicht vor 1681 | von Wachtendonk               |
| Nicht vor 1690 | Prym                          |
| Nicht vor 1691 | von Asten                     |
| Um 1691        | Steingen und von Meyen        |
| 1715           | Hoen                          |
| 1723           | Schauff                       |
| 1727           | Mewis                         |
| 1728           | Buirette                      |
| Nicht vor 1721 | Nierstraß                     |
| 1732           | Baumheuer                     |
| 1734           | Herstatt                      |
| 1745           | Huppertz                      |
| 1753           | Hoesch                        |

Im Laufe der Zeit sind viele Grabplatten stark verwittert und die Inschriften und Namen der Kupfermeister teilweise nur noch schwer erkennbar. Inzwischen wurden fünf Grabplatten des Kupfermeister-Friedhofs in das Innere der Finkenbergkirche gebracht, um sie vor dem weiteren Verfall zu bewahren.
Durch permanente Pflege wird versucht, den derzeitigen Zustand der Gräber und Grabplatten zu erhalten.

## Übersicht der Gräber
| Nr. | Grab-Nr. | Todesdatum      | Name                                                                                | Anmerkung                              |
| --- | -------- | --------------- | ----------------------------------------------------------------------------------- | -------------------------------------- |
| 1   | 15       | 12.09.1662      | Leonhard de Blanche und Margarete Peltzer                                           | Zuvor auf Burgfriedhof                 |
| 2   | 19       | 19.09.1678      | Johannes Peltzer und Barbara Beck.                                                  | Zuvor auf Burgfriedhof                 |
| 3   | 29       | 1682            | Philippus Schleicher und Maria Schardinel                                           | Zuvor auf Burgfriedhof                 |
| 4   | 79       | 04.05.1686      | Johannes Markant und Anna Schleicher.                                               | Seit Beginn auf dem Finkenbergfriedhof |
| 5   | 78       | 26.03.1687      | Wilhelmus Putz                                                                      | Seit Beginn auf dem Finkenbergfriedhof |
| 6   | 72       | 21.04.1688      | Maria von Asten.                                                                    | Seit Beginn auf dem Finkenbergfriedhof |
| 7   | 25       | 22.08.1692      | Nikolaus Lach und Maria Petein                                                      | Seit Beginn auf dem Finkenbergfriedhof |
| 8   | 16       | 20.07.1693      | Laurenz Lynen und Anna de Blanche.                                                  | eventuell vom Burgfriedhof umgebettet  |
| 9   | 22       | 1693            | Johann Pelzer, Sibilla Peltzer, Margarete Lynen                                     | eventuell vom Burgfriedhof umgebettet  |
| 10  | 28       | 1696            | Maria Peltzer und Jakob Momma.                                                      | eventuell vom Burgfriedhof umgebettet  |
| 11  | 17       | nicht vor 1681  | Gotthard Schardinel u. Sara von Wachtendonk                                         | eventuell vom Burgfriedhof umgebettet  |
| 12  | 23       | Alt             | Maria Peltzer (* 1650) und Leonhard Konrad Momma.                                   | eventuell vom Burgfriedhof umgebettet  |
| 13  | 14       | nicht vor 1690  | Heinrich Prym und Anna Katharina Schardinel (* 1656)                                | eventuell vom Burgfriedhof umgebettet  |
| 14  | 31       | nicht vor 1691  | Johann Peltzer Dierichs und Anna Maria Lynen.                                       | eventuell vom Burgfriedhof umgebettet  |
| 15  | 32       | nicht vor 1691  | Leonard von Asten und Sibilla Peltzer                                               | eventuell vom Burgfriedhof umgebettet  |
| 16  | 33       | Alt             | Johann Adolf Steingen und Gertrud von Meyen.                                        | eventuell vom Burgfriedhof umgebettet  |
| 17  | 76       | 07.01.1710      | Wilhelm Kuckartz                                                                    | Seit Beginn auf dem Finkenbergfriedhof |
| 18  | 18       | 16.07.1712      | Matthias Werner Peltzer und Sarah Lynen.                                            | eventuell vom Burgfriedhof umgebettet  |
| 19  | 24       | 18.04.1713      | Johann Peltzer Jordan und Elisabeth Lach                                            | eventuell vom Burgfriedhof umgebettet  |
| 20  | 30       | 1715            | Johanna Peltzer, Johannes Schleicher, Maria Hoen.                                   | eventuell vom Burgfriedhof umgebettet  |
| 21  | 8        | 17.05.1718      | Isaak Lynen und Gertrud von Wqachtendonk                                            | eventuell vom Burgfriedhof umgebettet  |
| 22  | 36       | 15.04.1718      | Johannes Peltzer und Maria Prym.                                                    | eventuell vom Burgfriedhof umgebettet  |
| 23  | 61       | 1718            | Gerhard von Asten und Maria Prym                                                    | eventuell vom Burgfriedhof umgebettet  |
| 24  | 27       | nach 07.05.1719 | Johannes Lach und Gertrud Schleicher.                                               | -                                      |
| 25  | 71       | 07.04.1723      | Gottfried Schardinel                                                                | Seit Beginn auf dem Finkenbergfriedhof |
| 26  | 70       | 15.08.1723      | Daniel Thiellen.                                                                    | Seit Beginn auf dem Finkenbergfriedhof |
| 27  | 11       | 23.03.1723      | Matthias Schleicher und Gertrud Schauff                                             | eventuell vom Burgfriedhof umgebettet  |
| 28  | 35       | 1724            | Johannes Mewis und Sarah Peltzer.                                                   | eventuell vom Burgfriedhof umgebettet  |
| 29  | 3        | 20.04.1728      | Laurenz Lynen und Anna Maria von Buyrette                                           | eventuell vom Burgfriedhof umgebettet  |
| 30  | 34       | nach 1721       | Theodor Peltzer und Johanna Katharina Nierstraß.                                    | eventuell vom Burgfriedhof umgebettet  |
| 31  | 39       | nach 1723       | Johann von Asten und Maria Gertrud Schleicher                                       | eventuell vom Burgfriedhof umgebettet  |
| 32  | 12       | 1731            | Guilleaume Schleicher und Anna Katharina Schleicher.                                | eventuell vom Burgfriedhof umgebettet  |
| 33  | 2        | 10.06.1732      | Charlotte Peltzer geb. Baumheuer, Isaac Peltzer und Barbara Mommer                  | eventuell vom Burgfriedhof umgebettet  |
| 34  | 5        | 21.07.1734      | Heinrich Peltzer und Johanna Herstatt                                               | eventuell vom Burgfriedhof umgebettet  |
| 35  | 1        | 15.01.1738      | Theodor Peltzer und Margarete Prym                                                  | eventuell vom Burgfriedhof umgebettet  |
| 36  | 20       | 24.07.1740      | Johann Adolf Peltzer und Adelheid Prym.                                             | eventuell vom Burgfriedhof umgebettet  |
| 37  | 13       | 09.12.1741      | Leonhard Schleicher und Mrgarete Mecht. Peltzer                                     | eventuell vom Burgfriedhof umgebettet  |
| 38  | 9        | 23.02.1745      | Leonhard Schleicher und Gertrud Huppertz.                                           | eventuell vom Burgfriedhof umgebettet  |
| 39  | 4        | 20.06.1750      | Laurenz Lynen und Johanna Mewis                                                     | eventuell vom Burgfriedhof umgebettet  |
| 40  | 10       | 05.02.1753      | Isaac Schleicher und Johanna Katharina Hoesch                                       | eventuell vom Burgfriedhof umgebettet  |
| 41  | 69       | 1753            | Andreas Heyll und Anna Maria Kueppers                                               | -                                      |
| 42  | 7        | 23.04.1762      | Isaac Lynen und Agneta Mewis                                                        | -                                      |
| 43  | 26       | 04.04.1763      | Johann Wilhelm Peltzer und Maria Elisabeth Lach                                     | -                                      |
| 44  | 101      | nach 1742       | Christian Prym und Katharina Gertrud Peltzer                                        | -                                      |
| 45  | 120      | nach 1750       | Johann Adam Lynen und Susanne Maria von Asten und Elise von Asten                   | -                                      |
| 46  | 98       | nach 1758       | Heinrich Prym und Anna Kornelia Peuchen                                             | -                                      |
| 47  | 96       | 18.09.1770      | Maria Gertrud Schleicher, Laurenz Lynen IsaacsEva Elisabeth Peltzer                 | -                                      |
| 48  | 6        | 28.05.1772      | Mecht. Elisabeth Peltzer und Matthias Schleicher                                    | -                                      |
| 49  | 38       | 04.03.1772      | Matthias von Asten und Johanna Gertrud Peltzer                                      | -                                      |
| 50  | 97       | 1772            | Anna Gertrud Prym, Anna Katharina Prym                                              | -                                      |
| 51  | 81       | 1774            | Peter Konrad Peill und Helene Kath. van Hees                                        | -                                      |
| 52  | 105      | 19.07.1788      | Dr. med. Peter Konrad Peill, Marie Wilh. Elisabeth Peltzer, Mecht. Marg. Schleicher | -                                      |
| 53  | 112      | 02.06.1783      | Laurenz Wilhelm von Asten und Maria Marg. Schleicher                                | -                                      |
| 54  | 108      | 28.11.1783      | Isaac Peltzer und Helene Marg. Schleicher                                           | -                                      |
| 55  | 109      | 18.01.1785      | Anna Kath. Schleicher und Johann Peltzer                                            | -                                      |
| 56  | 87       | 05.04.1788      | Leonhard Schleicher und Gertrud Wend. Lynen                                         | -                                      |
| 57  | 45       | 01.06.1791      | Isaac Lynen und Sib. Gertrud von Asten                                              | -                                      |
| 58  | 83       | 19.03.1791      | Anna Maria Mewis und Matthias Schleicher                                            | -                                      |
| 59  | 82       | 13.06.1792      | Wilhelm Schleicher und Anna Mecht. Schleicher                                       | -                                      |
| 60  | 88       | 04.10.1793      | Matthias Peltzer und Anna Maria Peltzer                                             | -                                      |
| 61  | 100      | 13.05.1795      | Laurenz Ferdinand Lynen und Gertrud Prym                                            | -                                      |
| 62  | 103      | 15.10.1798      | Pfarrer Denhard und Ida Gertrud Schleicher                                          | -                                      |
| 63  | 115      | 12.10.1800      | Laurenz Lynen Sohn                                                                  | -                                      |
| 64  | 84       | 18.04.1803      | Mechthildis Marg. Schleicher geb. von Asten                                         | -                                      |
| 65  | 118      | 1804            | Wilhelm Schleicher und Anna Mecht. Schleicher                                       | -                                      |
| 66  | 119      | 04.10.1793      | Matthias Lynen und Marg. Peltzer                                                    | -                                      |
| 67  | 60       | 12.04.1809      | Henriette Prym und Johann von Asten und Mecht. Elisabeth Lynen                      | -                                      |
| 68  | 99       | 1811            | Isaac Lynen Laurenz und Mecht. Elisabeth Schleicher                                 | -                                      |
| 69  | 106      | 1811            | Maria Mecht. Schleicher und Christian Prym                                          | -                                      |
| 70  | 95       | 27.09.1812      | Leonhard Lynen                                                                      | -                                      |